# Farshad Noor
Farshad Noor (in dari فرشاد نور; Mazar-i Sharif, 2 ottobre 1994) è un calciatore afghano con cittadinanza olandese, centrocampista del DPMM e della nazionale afghana.

## Caratteristiche tecniche
È un mediano.

## Carriera

### Club
Dal 2013 al 2015 ha giocato nello Jong PSV (squadra riserve del PSV) nella seconda divisione olandese, dove ha messo a segno 3 reti in 65 partite giocate. Successivamente ha trascorso una stagione e mezzo al Template:Calcio Roda JC nella prima divisione olandese, dove ha giocato 26 partite, per poi tornare in seconda divisione al Cambuur. In seguito ha anche giocato 8 partite nella prima divisione svedese con l'AFC Eskilstuna e 59 partite (con anche 6 reti messe a segno) nella prima divisione cipriota con la maglia del Nea Salamis.

### Nazionale
Nel 2010 ha giocato 2 partite con la nazionale olandese Under-17.
Ha esordito con la nazionale afghana il 23 marzo 2017 in un'amichevole vinta 2-1 contro Singapore.

## Statistiche

### Presenze e reti nei club
Statistiche aggiornate al 6 gennaio 2017.
| Stagione        | Squadra         | Campionato      | Campionato | Campionato | Coppe nazionali | Coppe nazionali | Coppe nazionali | Coppe continentali | Coppe continentali | Coppe continentali | Altre coppe | Altre coppe | Altre coppe | Totale | Totale | Totale |
| Stagione        | Squadra         | Comp            | Pres       | Reti       | Comp            | Pres            | Reti            | Comp               | Pres               | Reti               | Comp        | Pres        | Reti        | Pres   | Reti   |        |
| --------------- | --------------- | --------------- | ---------- | ---------- | --------------- | --------------- | --------------- | ------------------ | ------------------ | ------------------ | ----------- | ----------- | ----------- | ------ | ------ | ------ |
| 2013-2014       | Jong PSV        | EED             | 30         | 1          |                 | -               | -               |                    | -                  | -                  |             | -           | -           | 30     | 1      |        |
| 2014-2015       | Jong PSV        | EED             | 37         | 2          |                 | -               | -               |                    | -                  | -                  |             | -           | -           | 37     | 2      |        |
| Totale Jong PSV | Totale Jong PSV | Totale Jong PSV | 67         | 3          |                 | -               | -               |                    | -                  | -                  |             | -           | -           | 67     | 3      |        |
| 2015-2016       | Roda JC         | ERE             | 12         | 0          | CO              | 1               | 0               |                    | -                  | -                  |             | -           | -           | 13     | 0      |        |
| 2016-gen. 2017  | Roda JC         | ERE             | 14         | 0          | CO              | 1               | 0               |                    | -                  | -                  |             | -           | -           | 15     | 0      |        |
| Totale Roda JC  | Totale Roda JC  | Totale Roda JC  | 26         | 0          |                 | 2               | 0               |                    | -                  | -                  |             | -           | -           | 28     | 0      |        |
| gen.-giu. 2017  | Cambuur         | EED             | 1          | 0          | CO              | 1               | 0               |                    | -                  | -                  |             | -           | -           | 2      | 0      |        |
| 2017            | AFC Eskilstuna  | A               | 8          | 0          | CS              | 1               | 0               |                    | -                  | -                  |             | -           | -           | 9      | 0      |        |
| Totale carriera | Totale carriera | Totale carriera | 102        | 3          |                 | 4               | 0               |                    | -                  | -                  |             | -           | -           | 106    | 3      |        |

### Cronologia presenze e reti in nazionale
| Cronologia completa delle presenze e delle reti in nazionale ― Afghanistan | Cronologia completa delle presenze e delle reti in nazionale ― Afghanistan | Cronologia completa delle presenze e delle reti in nazionale ― Afghanistan | Cronologia completa delle presenze e delle reti in nazionale ― Afghanistan | Cronologia completa delle presenze e delle reti in nazionale ― Afghanistan | Cronologia completa delle presenze e delle reti in nazionale ― Afghanistan | Cronologia completa delle presenze e delle reti in nazionale ― Afghanistan | Cronologia completa delle presenze e delle reti in nazionale ― Afghanistan |
| Data                                                                       | Città                                                                      | In casa                                                                    | Risultato                                                                  | Ospiti                                                                     | Competizione                                                               | Reti                                                                       | Note                                                                       |
| -------------------------------------------------------------------------- | -------------------------------------------------------------------------- | -------------------------------------------------------------------------- | -------------------------------------------------------------------------- | -------------------------------------------------------------------------- | -------------------------------------------------------------------------- | -------------------------------------------------------------------------- | -------------------------------------------------------------------------- |
| 23-3-2017                                                                  | Al Wakrah                                                                  | Afghanistan                                                                | 2 – 1                                                                      | Singapore                                                                  | Amichevole                                                                 | -                                                                          |                                                                            |
| 28-3-2017                                                                  | Dušanbe                                                                    | Afghanistan                                                                | 1 – 1                                                                      | Vietnam                                                                    | Qual. Coppa d'Asia 2019                                                    | -                                                                          | 89’                                                                        |
| 6-6-2017                                                                   | Dubai                                                                      | Afghanistan                                                                | 2 – 1                                                                      | Maldive                                                                    | Amichevole                                                                 | -                                                                          | 92’                                                                        |
| 13-6-2017                                                                  | Phnom Penh                                                                 | Cambogia                                                                   | 1 – 0                                                                      | Afghanistan                                                                | Qual. Coppa d'Asia 2019                                                    | -                                                                          |                                                                            |
| 30-8-2017                                                                  | Mascate                                                                    | Oman                                                                       | 2 – 0                                                                      | Afghanistan                                                                | Amichevole                                                                 | -                                                                          |                                                                            |
| 5-9-2017                                                                   | Amman                                                                      | Giordania                                                                  | 4 – 1                                                                      | Afghanistan                                                                | Qual. Coppa d'Asia 2019                                                    | -                                                                          | 84’                                                                        |
| 10-10-2017                                                                 | Dušanbe                                                                    | Afghanistan                                                                | 3 – 3                                                                      | Giordania                                                                  | Qual. Coppa d'Asia 2019                                                    | -                                                                          |                                                                            |
| 14-11-2017                                                                 | Hanoi                                                                      | Vietnam                                                                    | 0 – 0                                                                      | Afghanistan                                                                | Qual. Coppa d'Asia 2019                                                    | -                                                                          |                                                                            |
| 14-11-2019                                                                 | Dušanbe                                                                    | Afghanistan                                                                | 1 – 1                                                                      | India                                                                      | Qual. Mondiali 2022                                                        | -                                                                          | Cap.                                                                       |
| 19-11-2019                                                                 | Dušanbe                                                                    | Afghanistan                                                                | 0 – 1                                                                      | Qatar                                                                      | Qual. Mondiali 2022                                                        | -                                                                          | Cap.                                                                       |
| 3-6-2021                                                                   | Doha                                                                       | Bangladesh                                                                 | 1 – 1                                                                      | Afghanistan                                                                | Qual. Mondiali 2022                                                        | -                                                                          | Cap. 63’                                                                   |
| 15-6-2021                                                                  | Doha                                                                       | India                                                                      | 1 – 1                                                                      | Afghanistan                                                                | Qual. Mondiali 2022                                                        | -                                                                          | Cap. 29’                                                                   |
| 11-6-2022                                                                  | Calcutta                                                                   | Afghanistan                                                                | 1 – 2                                                                      | India                                                                      | Qual. Coppa d'Asia 2023                                                    | -                                                                          | Cap. 24’ 84’                                                               |
| 13-6-2023                                                                  | Biškek                                                                     | Iran                                                                       | 6 – 1                                                                      | Afghanistan                                                                | CAFA Nations Cup 2023- 1º turno}                                           | -                                                                          | Cap.                                                                       |
| Totale                                                                     |                                                                            | Presenze                                                                   | 14                                                                         |                                                                            | Reti                                                                       | 0                                                                          |                                                                            |